# Vèbre
Vèbre is een gemeente in het Franse departement Ariège (regio Occitanie) en telt 124 inwoners (1999). De plaats maakt deel uit van het arrondissement Foix.

## Geografie
De oppervlakte van Vèbre bedraagt 5,1 km², de bevolkingsdichtheid is 24,3 inwoners per km².

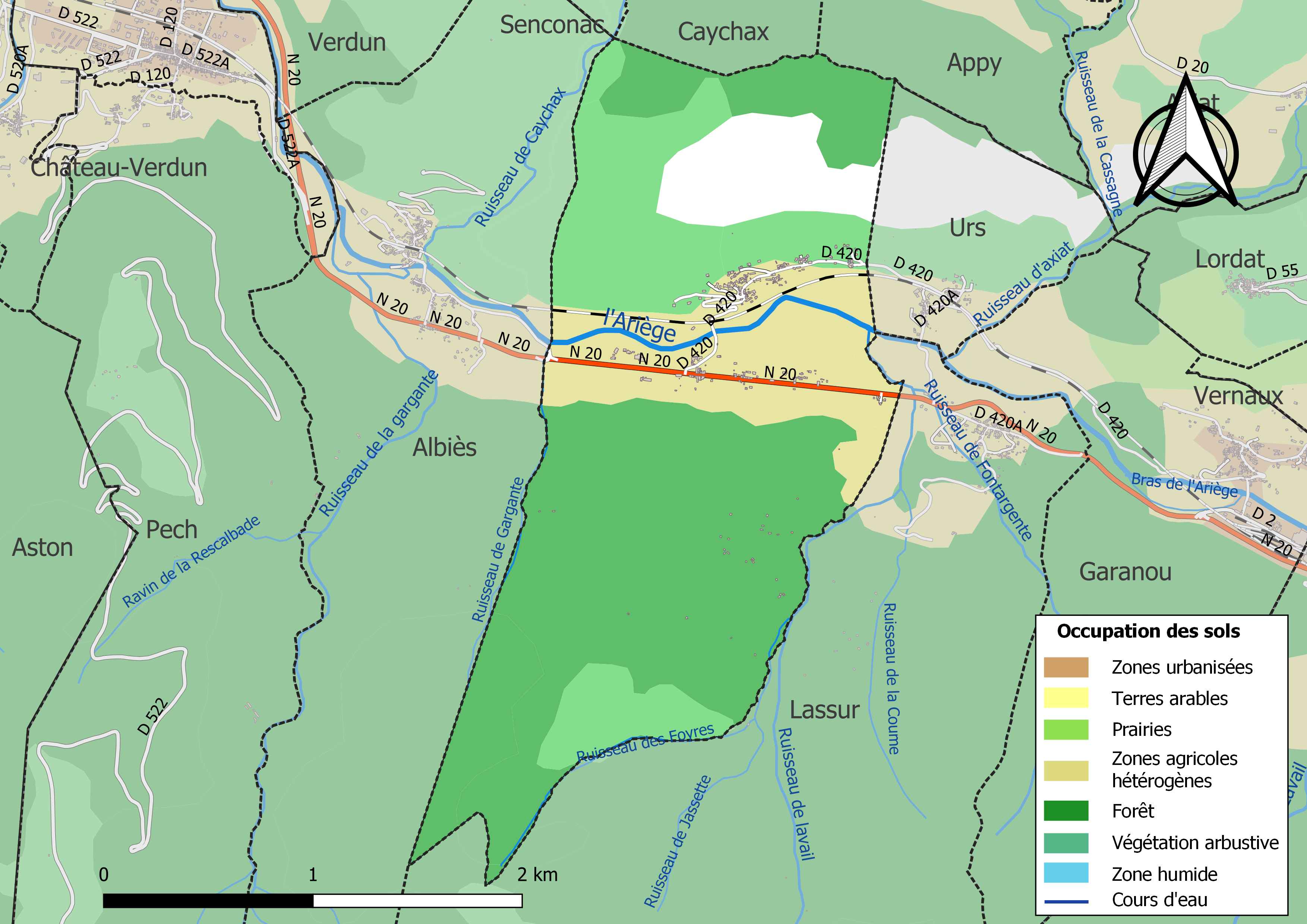
Kaart van de gemeente met de belangrijkste infrastructuur, bodemgebruik en omliggende gemeenten

## Demografie
Onderstaande figuur toont het verloop van het inwonertal (bron: INSEE-tellingen).

Vanwege een beveiligingsprobleem met de MediaWiki Graph-software is het momenteel niet mogelijk deze grafiek weer te geven. Zodra de software is bijgewerkt zal de grafiek vanzelf weer zichtbaar worden.